# 1886 na ciência

## Eventos
- Observação ou predição dos elementos químicos Disprósio[1] e Germânio[2]
- Isolamento dos elementos químicos Gadolínio[3] e Flúor[4]

## Nascimentos
| Data        | Nome                         | Profissão              | Nacionalidade                         | Observações | Ref                     |
| ----------- | ---------------------------- | ---------------------- | ------------------------------------- | --- | ----------------------- |
| 18 de junho | David Meredith Seares Watson | zoólogo e paleontólogo | Reino Unido da Grã-Bretanha e Irlanda | m. 1973 Medalha Lyell 1935 Medalha Mary Clark Thompson 1941 Medalha Darwin 1942 Medalha Linneana 1949 Medalha de prata Darwin-Wallace 1958 Medalha Wollaston 1965 | [ 5 ] [ 6 ] [ 7 ] [ 8 ] |

## Mortes
| Data         | Nome        | Profissão                         | Nacionalidade                                         | Observações                                                         | Ref               |
| ------------ | ----------- | --------------------------------- | ----------------------------------------------------- | ------------------------------------------------------------------- | ----------------- |
| 10 de agosto | George Busk | cirurgião, zoólogo e paleontólogo | Império Russo / Reino Unido da Grã-Bretanha e Irlanda | n. 1807 Medalha Real 1871 Medalha Lyell 1878 Medalha Wollaston 1885 | [ 9 ] [ 5 ] [ 8 ] |

## Prémios
Medalha Copley
- Franz Ernst Neumann[10]